# فرنسيس فينلي
فرنسيس فينلي (بالإنجليزية: Francis Finley)‏ هو لاعب اتحاد الرغبي أسترالي، (ولد في آرمدال في أستراليا 1882  م).